# Karl von Froreich
Karl Friedrich Moritz Ernst von Froreich (* 12. September 1790 in Stendal; † 26. April 1867 in Berlin) war ein preußischer Generalmajor.

## Leben

### Herkunft
Karl war der Sohn des preußischen Majors Ernst Ludwig von Froreich (1750–1828) und dessen Ehefrau Karoline, geborene von Imhoff (1766–1809).

### Militärkarriere
Froreich trat am 1. Februar 1803 als Gefreitenkorporal in das Infanterieregiment „von Tschammer“ der Preußischen Armee ein, in dem bereits sein Vater gedient hatte. Bis Mitte September 1805 avancierte er zum Fähnrich und wurde während des Vierten Koalitionskrieges nach der Kapitulation bei Lübeck inaktiv gestellt.
Nach dem Frieden von Tilsit wurde Froreich Mitte September 1807 in das 1. Pommersche Infanterie-Regiment versetzt und am 9. Dezember 1809 zum Sekondeleutnant befördert. Während des Feldzuges gegen Russland nahm er 1812 an den Gefechten bei Eckau, Ruhenthal und Wollgrund sowie der Belagerung von Riga teil. In den Befreiungskriegen befand Froreich sich bei den Belagerungen von Wittenberg, Wesel, Maubeuge und Philippeville. Ferner kämpfte er in der Schlacht bei Großbeeren. Für Dennewitz erhielt er eine Belobigung und für Leipzig das Eiserne Kreuz II. Klasse. Er wurde im Jahr 1814 zum Regimentsadjutanten ernannt. Während des Sommerfeldzugs erhielt Froreich 1815 bei Ligny das Eiserne Kreuz I. Klasse und bei Waterloo den Orden des Heiligen Wladimir IV. Klasse. Ferner kämpfte er bei den Gefechten von Thitzen, Hoogstraaten und Lier, wofür er sowohl den Sankt-Stanislaus-Orden III. Klasse als auch das Ritterkreuz des Hausordens vom Weißen Falken erhielt.
Nach dem Krieg wurde er am 9. März 1816 zum Premierleutnant befördert und am 25. Oktober 1816 in das 2. Garde-Regiment zu Fuß versetzt. Mitte November 1817 zur Dienstleistung beim Kadettenkorps kommandiert, wurde Froreich am 9. April 1818 dem Regiment aggregiert. Am 16. Juni 1819 folgte seine Beförderung zum Kapitän und von 1818 bis 1821 wurde er als Gouverneur der Prinzen von Solms eingesetzt. Am 28. März 1822 wurde er in die Adjutantur versetzt und als 2. Adjutant des Prinzen Carl von Preußen verwendet. Am 30. März 1832 wurde er dann zum Major mit Patent vom 17. April 1832 befördert und in das 9. Infanterie-Regiment (gen. Colbergsches) versetzt. Am 19. August 1834 wurde er Kommandeur des II. Bataillons und stieg Anfang April 1842 zum Oberstleutnant auf. Am 4. November 1842 wurde er seinem Regiment aggregiert, als zweiter Kommandant nach Neiße versetzt und am 22. März 1845 zum Oberst befördert. Kurzzeitig war Froreich vom 19. November bis zum 9. Dezember 1850 stellvertretender Landwehr-Brigadekommandeur im Bereich des VI. Armee-Korps. Anschließend wurde er mit Pension zur Disposition gestellt und am 15. Februar 1853 unter Verleihung des Charakters als Generalmajor verabschiedet. 
Er starb am 26. April 1867 in Berlin und wurde am 29. April 1867 auf dem Garnisonfriedhof beigesetzt.

### Familie
Froreich heiratete am 18. April 1821 in Berlin Marie Formey (1802–1881), eine Tochter des Geheimen Obermedizinalrates Jean Louis Formey. Das Paar hatte mehrere Kinder:
- Carl Ernst Louis Alfred (1822–1887) ⚭ 1858 Linda Rabetta Kamilla Julia von Kameke (1833–1906)
- Elisabeth Karoline Molly (1823–1892) ⚭ 1847 Julius Mebes (1796–1882), Oberst z. D.
- Marie Wilhelmine (1824–1904), Stiftsdame in Lippstadt
- Ernst Wilhelm Oskar (1827–1852), preußischer Leutnant
- Stefan Karl Fedor (1831–1893), preußischer Major a. D. ⚭ Marie Mertens († 1895)
- Carl Alexander Wilhelm (1837–1839)
- Curt Karl Bernhard (1841–1866), preußischer Leutnant